# Calycobathra calligoni
Calycobathra calligoni is een vlinder uit de familie prachtmotten (Cosmopterigidae). De wetenschappelijke naam is voor het eerst geldig gepubliceerd in 1979 door Sinev.
De soort komt voor in Europa.